# Малые Леса
Малые Леса — деревня в Боровичском муниципальном районе Новгородской области, входит в Прогресское сельское поселение.

## География
Деревня расположена в центральной части района, у реки Сорода.

## История
В Боровичском уезде Новгородской губернии в 1911 году деревня Малые Леса находилась на территории Белавинской волости, число жителей тогда было — 51, дворов — 15, деревня тогда находилась на земле Теребинского сельского общества. Постановлением Боровичского уисполкома от 16 декабря 1919 года деревня Малые Леса была перечислена из Белавинской волости в Волокскую волость. Затем, с августа 1927 года, деревня Малые Леса в составе Больше-Лесовского сельсовета новообразованного Боровичского района новообразованного Боровичского округа в составе переименованной из Северо-Западной в Ленинградскую области. По постановлению ЦИК и СНК СССР от 23 июля 1930 года Боровичский округ был упразднён, а район перешёл в прямое подчинение Леноблисполкому. Указом Президиума Верховного Совета СССР от 5 июля 1944 года была образована Новгородская область и Боровичский район вошёл в её состав.
Решением Новгородского облисполкома № 359 от 8 июня 1954 года был образован Спасский сельсовет Боровичского района, с центром в деревне Спасское, из упразднённых Белавинского, Большелесовского и Быковского сельсоветов.
Решением Новгородского облисполкома № 857 от 30 декабря 1956 года был вновь воссоздан Большелесовский сельсовет и деревня Малые Леса вошла в его состав.
Во время неудавшейся всесоюзной реформы по делению на сельские и промышленные районы и парторганизации, в соответствии с решениями ноябрьского (1962 года) пленума ЦК КПСС «о перестройке партийного руководства народным хозяйством» с 10 декабря 1962 года и сельсовет и деревня вошли в крупный Боровичский сельский район, а 1 февраля 1963 года административный Боровичский район был упразднён. Пленум ЦК КПСС, состоявшийся 16 ноября 1964 года, восстановил прежний принцип партийного руководства народным хозяйством, после чего Указом Верховного Совета РСФСР от 12 января 1965 года сельские районы были преобразованы вновь в административные районы и решением Новгородского облисполкома от 12 января 1965 года и Большелесовский сельсовет и деревня Малые Леса вновь в Боровичском районе. Решением Новгородского облисполкома № 187 от 5 мая 1978 года Большелесовский сельсовет был переименован в Прогресский.
После прекращения деятельности Прогресского сельского Совета в начале 1990-х стала действовать Администрация Прогресского сельсовета, которая была упразднена с 1 января 2006 года на основании постановления Администрации города Боровичи и Боровичского района от 18 октября 2005 года и деревня Малые Леса, по результатам муниципальной реформы входила в состав муниципального образования — Прогресское сельское поселение Боровичского муниципального района (местное самоуправление), по административно-территориальному устройству была подчинена администрации Прогресского сельского поселения Боровичского района.

## Население
| 2000 | 2001 | 2002 | 2003 | 2004 | 2005 | 2006 |
| ---- | ---- | ---- | ---- | ---- | ---- | ---- |
| 5    | →5   | →5   | ↗11  | →11  | ↗12  | ↘8   |
| 2007 | 2008 | 2009 | 2010 |      |      |      |
| ↘7   | →7   | →7   | →7   |      |      |      |

### Национальный состав
По переписи населения 2002 года, в деревне Малые Леса проживали 11 человек (все русские)